# 193 Ambrosia
193 Ambrosia è un asteroide della fascia principale. Scoperto nel 1879, presenta un'orbita caratterizzata da un semiasse maggiore pari a 2,6010987 UA e da un'eccentricità di 0,2959682, inclinata di 12,01105° rispetto all'eclittica.
Il suo nome è dedicato all'Ambrosia, nella mitologia greca il cibo degli dei.